# Norges Friidrettsforbund
Norges Friidrettsforbund – norweska narodowa federacja lekkoatletyczna. Federacja powstała 1 maja 1895 roku, a jej siedziba znajduje się w Oslo. Norges Friidrettsforbund jest jednym z członków European Athletics. 